# داکا-۱۲
داکا-۱۲ (به لاتین: Dhaka-12) یک منطقهٔ مسکونی در بنگلادش است که در ناحیه داکا واقع شده‌است.